# Paisaje de Holanda (Carlos de Haes)
Paisaje de Holanda és una pintura del paisatgista espanyol d'origen belga Carlos de Haes que es conserva al Museu d'Art Jaume Morera de Lleida des de l'any 1928, quan fou donada a la institució de la mà de Lluís Beà.
Paral·lelament a les grans composicions de caràcter acadèmic, Carlos de Haes pintà nombrosos estudis a l'oli durant les seves sortides al camp, sol o acompanyat dels seus deixebles. Entre aquests es trobava Jaume Morera, testimoni fonamental del seu mètode pictòric innovador —la pintura al plein air— mitjançant el qual Haes introduí a Espanya els postulats tècnics i estètics del paisatge realista. Així doncs, cal remarcar les nombroses excursions que l'artista efectuà en companyia dels seus deixebles, que esdevingueren autèntiques campanyes pictòriques pel nord d'Europa, la Bretanya, el nord de França i Països Baixos, sempre a la cerca de paratges que oferissin efectes atmosfèrics altament vistosos per reflectir-los pictòricament.
En aquestes sortides, l'artista elaborava els estudis prenent apunts directament del natural, sense preparació ni esbossos, fets en sessions d'unes dues o tres hores i realitzats en materials de petites dimensions, normalment del mateix format que el seu maletí, que a la vegada li servia de cavallet. Un cop a l'estudi, l'artista fixava els apunts presos del natural en suports més resistents, com és el cas d'aquest Paisaje de Holanda, una obra que exemplifica la influència que van tenir els orígens nòrdics de l'artista en a seva pintura, tant des d'un punt de vista tècnic com temàtic. De totes maneres, val a dir que aquest estudi és un cas de certa excepcionalitat entre l'obra paisatgística de Carlos de Haes, ja que normalment el pintor elaborava paisatges purs, sense afegits arquitectònics ni humans. En aquest cas, la composició se centra en un molí, però realment aquesta construcció esdevé pràcticament una anècdota, ja que cedeix el protagonisme a la representació pictòrica de la natura d'una manera marcadament espontània, tot aportant sentiment a l'obra i despertant les sensacions de l'espectador.